# Regnévelle
Regnévelle település Franciaországban, Vosges megyében. Lakosainak száma 122 fő (2022. január 1.). Regnévelle Bousseraucourt, Ameuvelle, Godoncourt, Martinvelle és Monthureux-sur-Saône községekkel határos.

## Népesség
A település népessége az elmúlt években az alábbi módon változott:
| Lakosok száma | 130  | 126  | 125  | 124  | 122  | 122  | 121  | 122  |
|               | 2013 | 2015 | 2017 | 2018 | 2019 | 2020 | 2021 | 2022 |